# Marshall Otwell
Marshall Otwell (* 8. Dezember 1944) ist ein US-amerikanischer Jazzmusiker (Piano) des Modern Jazz, der sich vor allem als Begleiter von Carmen McRae hervortat.

## Leben und Wirken
Otwell wuchs in einem Vorort von Toledo, Ohio, in einem Haushalt auf, in dem fast alle Klavierspielen konnten. Er trat als Pianist in der High School und als er die Princeton University besuchte, wurde Jazz seine Leidenschaft. Er verbrachte einen Großteil seiner Nächte damit, Pianisten in New Yorker Jazzclubs zu hören. Nachdem er sich in Laguna Beach niedergelassen hatte, versuchte er sich in der Musikszene von Los Angeles zu etablieren. 1975 erfuhr sein Freund, der Bassist Luther Hughes, dass die Sängerin Carmen McRae eine neue Band zusammenstellte. Otwell arbeitete ab Mitte der 1970er-Jahre vorwiegend in deren Begleitcombo (u. a. mit Joey Baron), zu hören auf Alben wie At Ratso's, At the Great American Music Hall (1976), Heat Wave (mit Cal Tjader, 1982) und For Lady Day (1983). In späteren Jahren arbeitete er in New York für Vokalistinnen wie Ernestine Anderson (Be Mine Tonight), Barbara Adamson (Now Is the Time), Andrea Carter (Love Slipped Out of the Door) und Jamie Davis (Vibe Over Perfection). Im Bereich des Jazz war er laut Tom Lord zwischen 1976 und 2008 an 17 Aufnahmesessions beteiligt.

## Aufnahmen mit Carmen McRae
- At Ratso's, Vols. 1 and 2 (1976)
- Carmen McRae at the Great American Music Hall (1976)
- Live at the Roxy (1976)
- Ronnie Scott’s Presents Carmen McRae „Live“ (1977)
- Blue Note Meets The L.A. Philharmonic (1977)
- Recorded Live at Bubba's (1981)
- Everything Happens to Me (1982)
- You're Lookin' at Me (A Collection of Nat King Cole Songs) (1983)
- For Lady Day, Vols 1 and 2 (1983)